# أومبرتو كازولا
أومبرتو كازولا (بالإيطالية: Umberto Cazzola)‏ هو لاعب كرة قدم إيطالي في مركز الوسط، ولد في 12 يناير 1982 في فانو في إيطاليا. لعب مع نادي أنكونا ونادي باري ونادي بيروجيا ونادي تارانتو 1927 ونادي رافينا ونادي سبال.